# Marula-Baum
Der Marula-Baum (Sclerocarya birrea), auch Elefantenbaum genannt, ist eine Pflanzenart innerhalb der Familie der Sumachgewächse (Anacardiaceae). Sie gedeiht hauptsächlich in den warmen, frostfreien Regionen Subäquatorial-Afrikas.

## Beschreibung

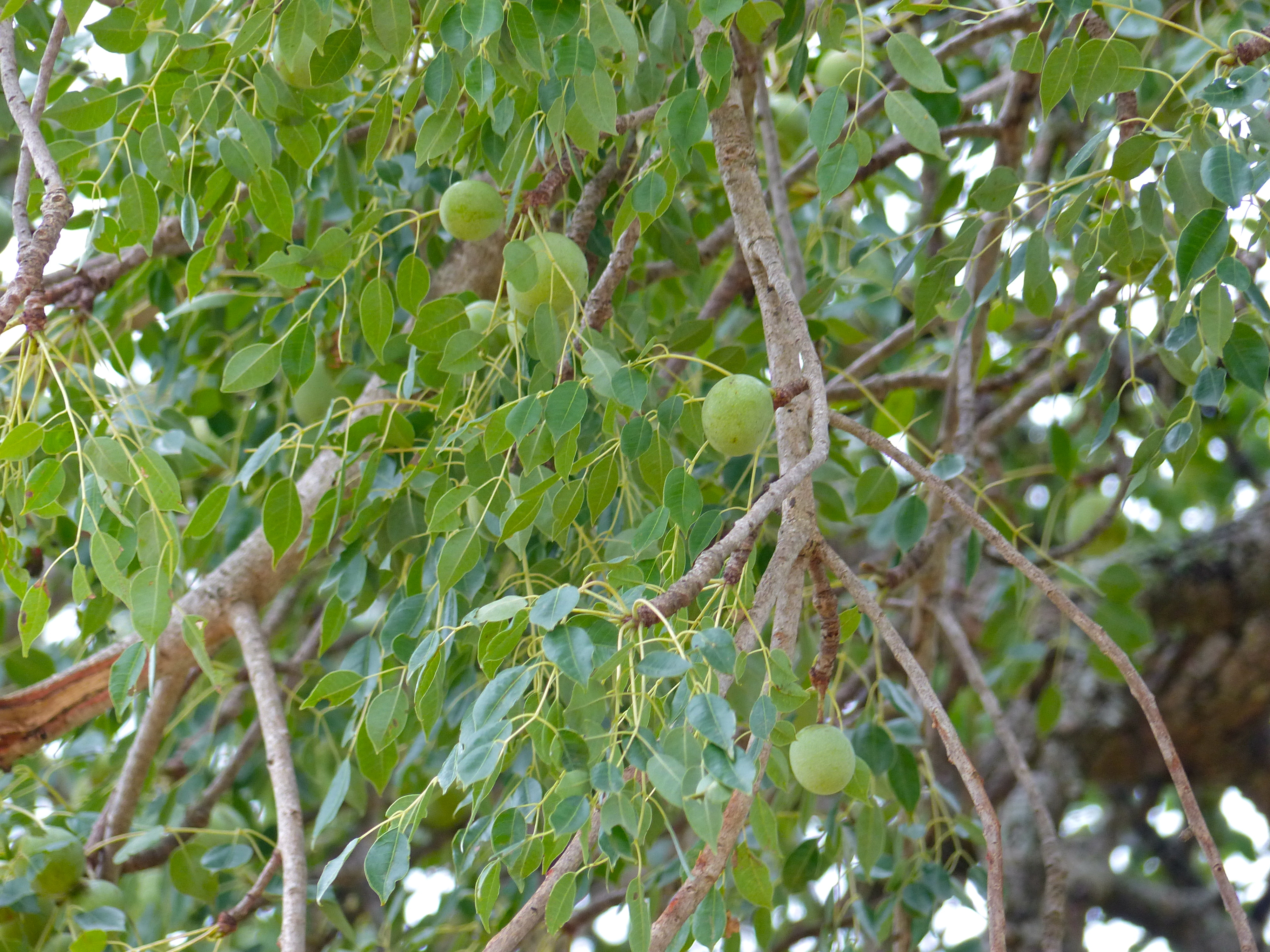
Blätter und Früchte

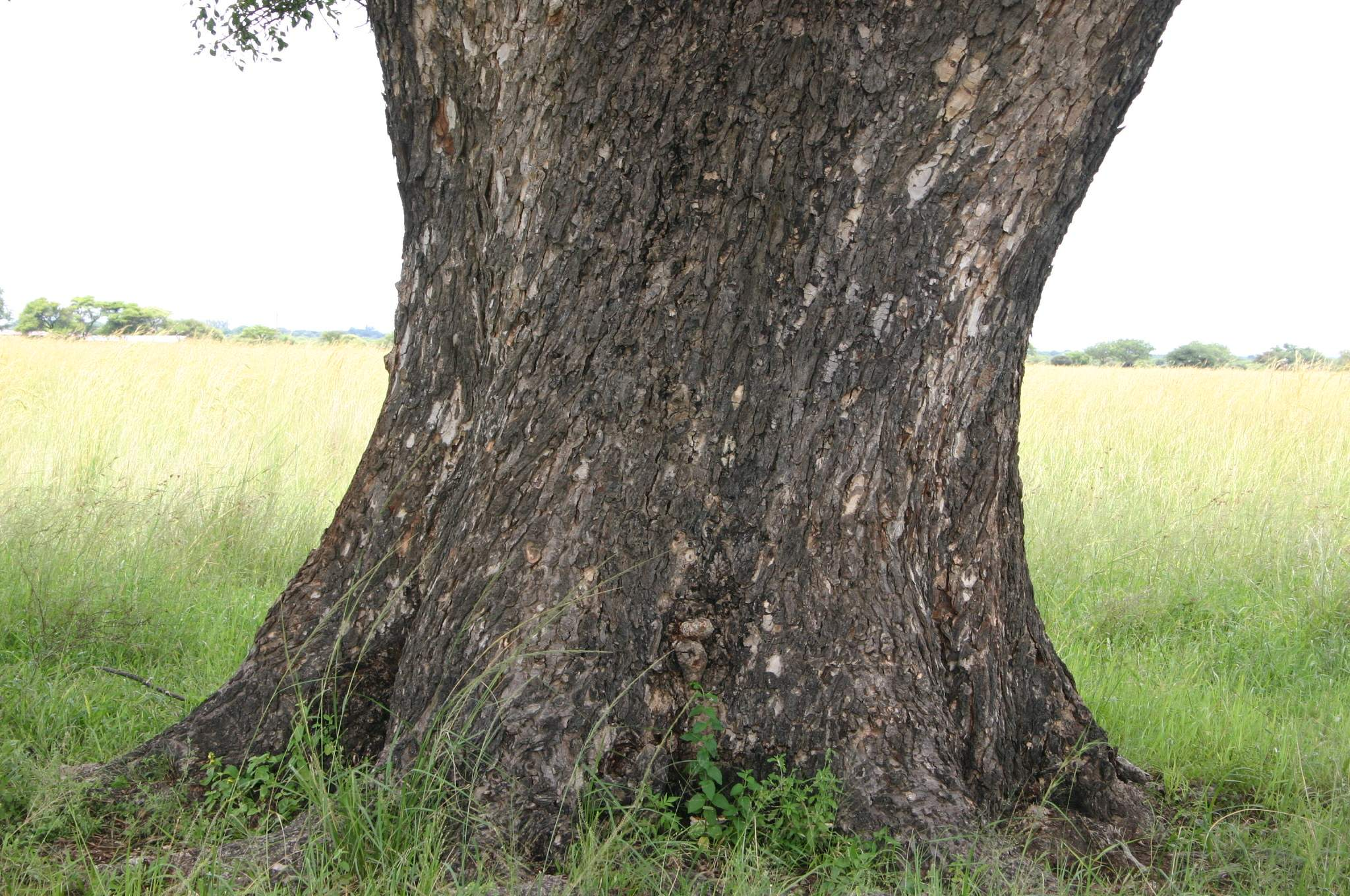
Stamm und Borke

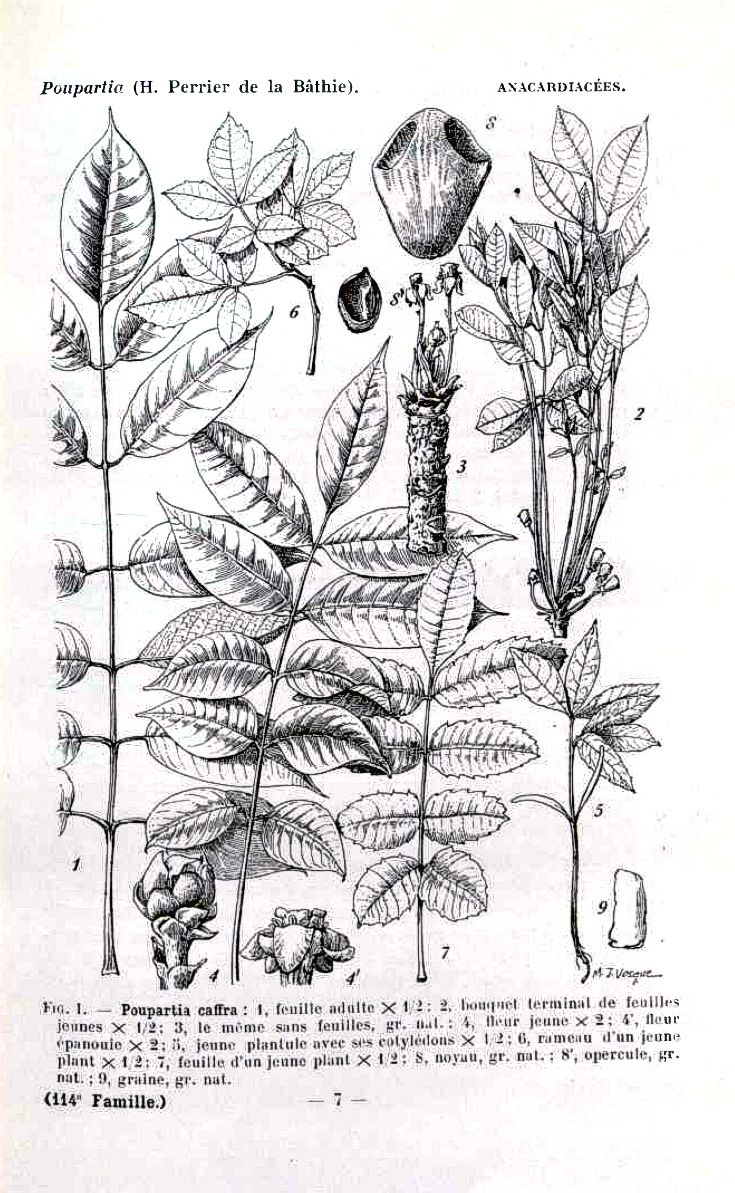
Illustration

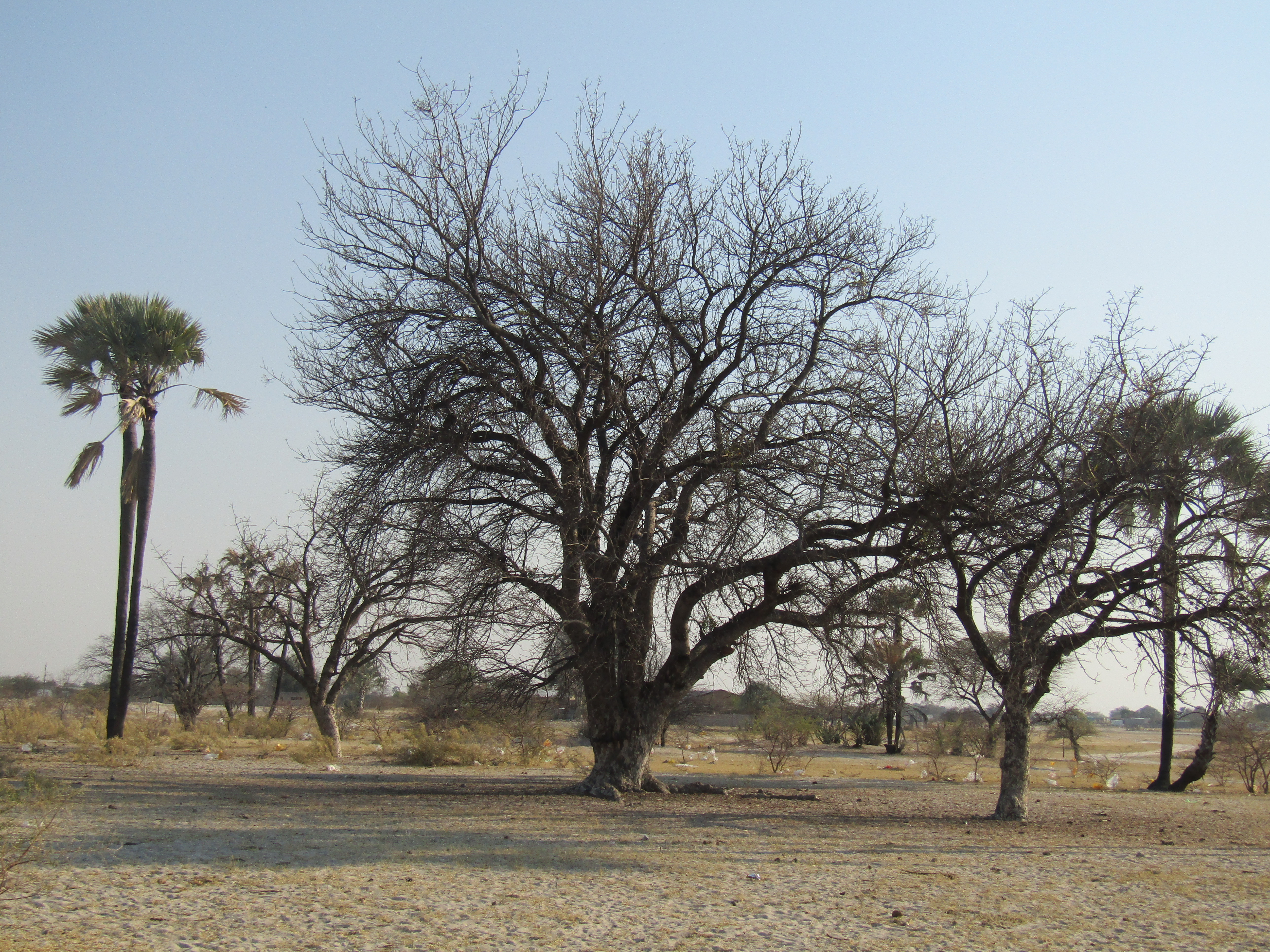
Blattloser Marula-Baum in Namibia im September

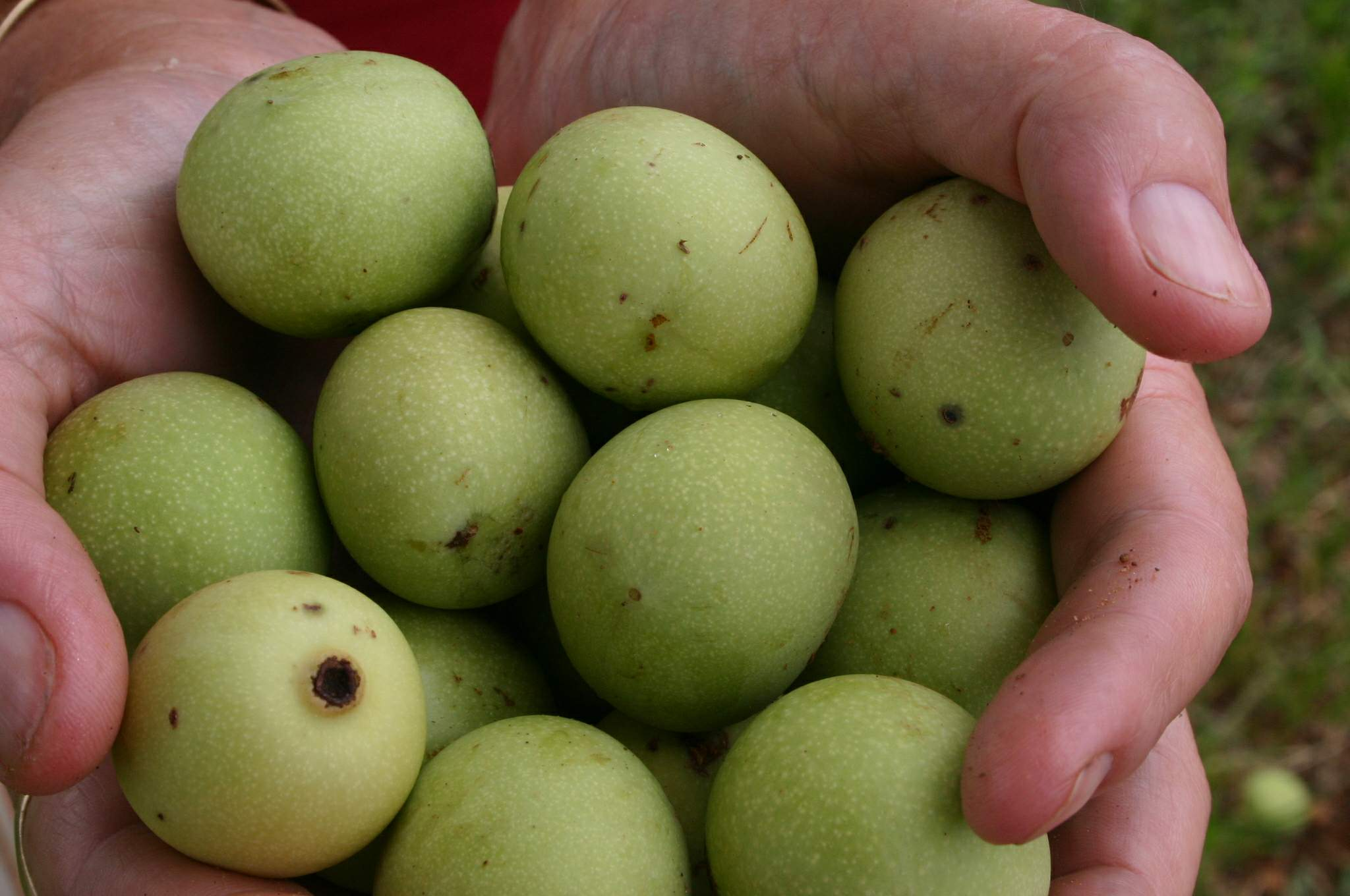
Reife Marula-Früchte

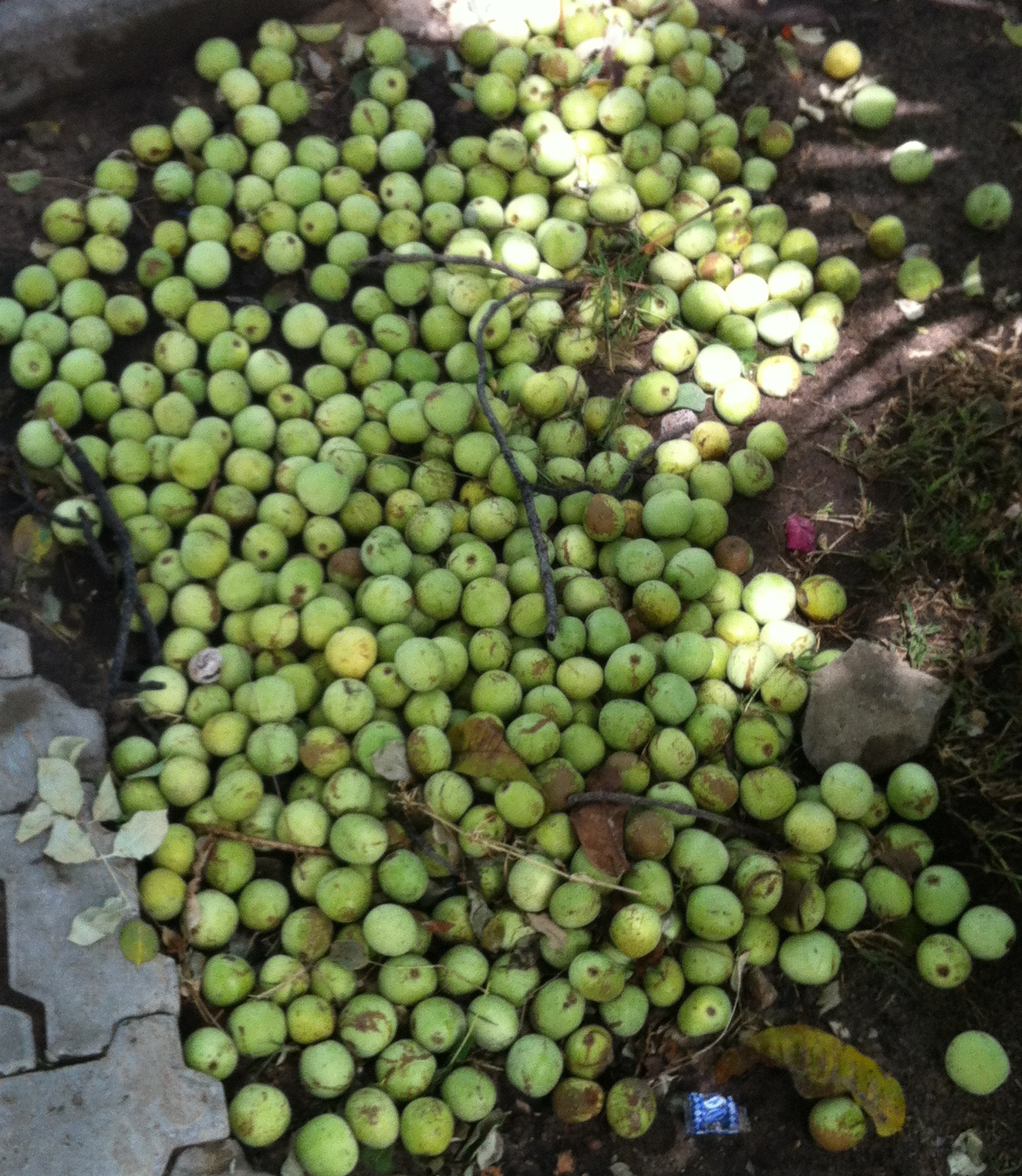
Marula-Fallobst in Ongwediva, Namibia

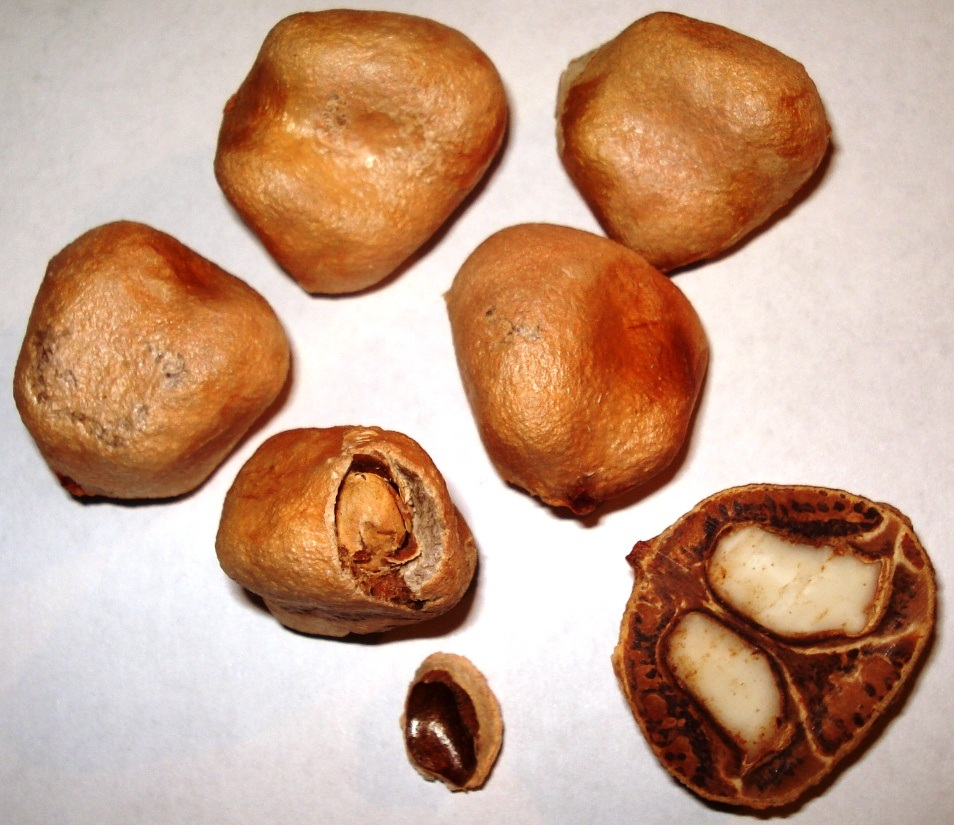
Steinkern der Marula-Frucht: geschlossen, mit geöffneter Samenkammer und halbiert; gut erkennbar die Samen in den beiden Kammern und die Bruchstelle (Keimdeckelchen), durch die eine Keimung erfolgt

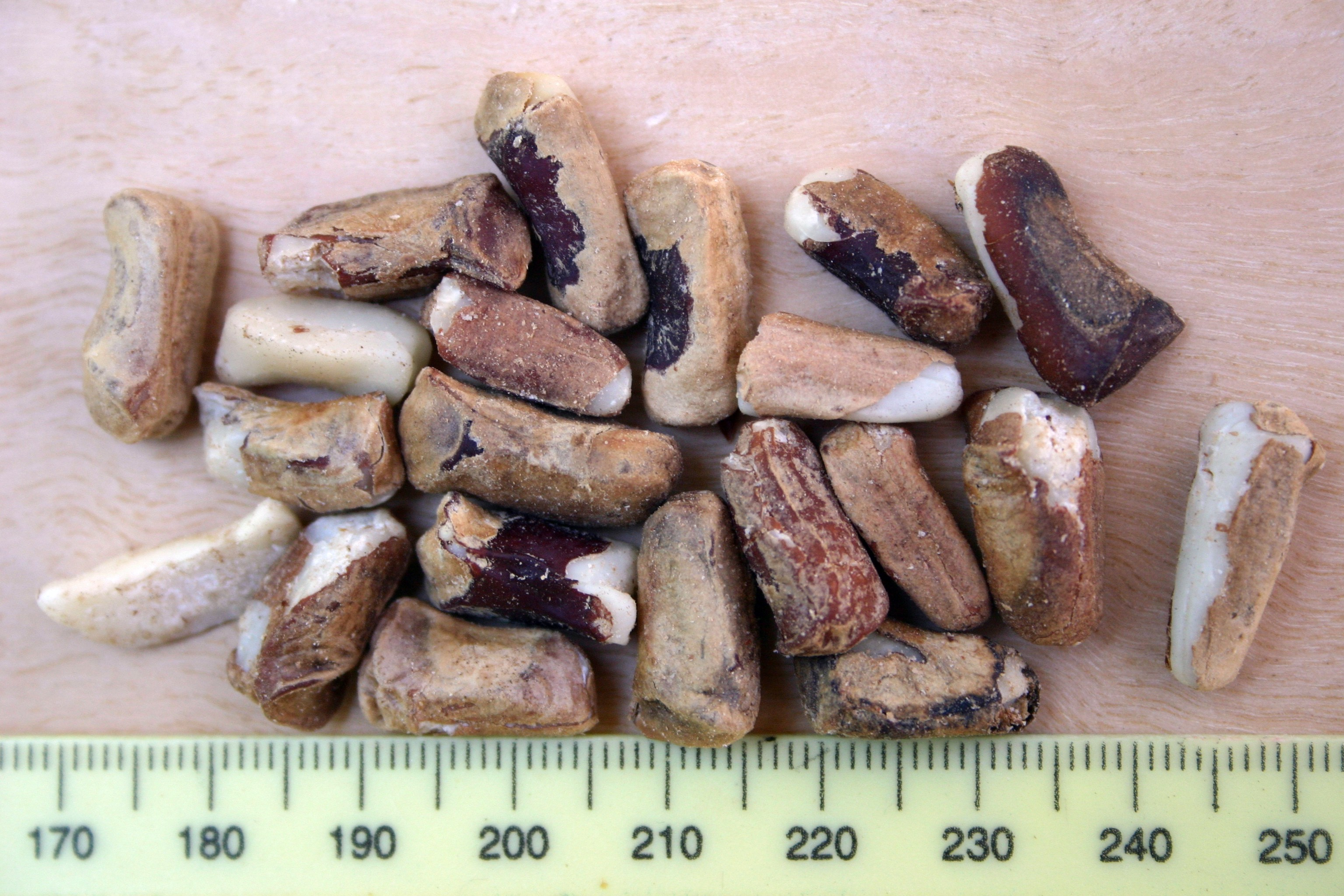
Marulasamen

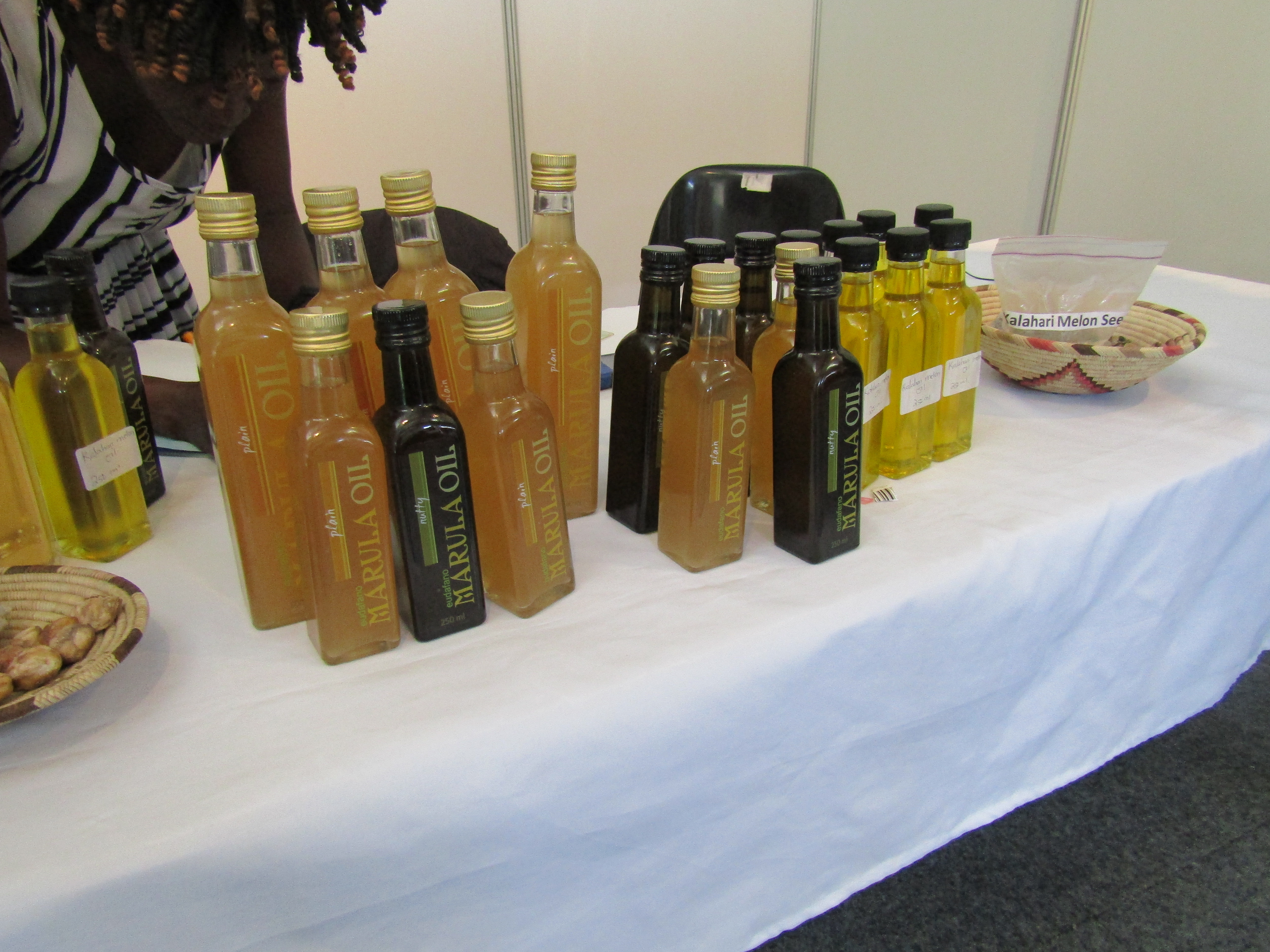
Marula-Öl zum Verkauf auf der Ongwediva Annual Trade Fair 2016

### Vegetative Merkmale
Sclerocarya birrea gedeiht als Baum mit ausladender Krone und kann Wuchshöhen von bis zu 18 Metern und Stammdurchmesser von bis zu 80 Zentimetern oder mehr erreichen. Der Baum wirft in der Winterzeit seine Laubblätter vollständig ab. Die Borke ist bräunlich bis gräulich und im Alter schuppig abblätternd. Die Rinde junger Zweige ist behaart.
Die wechselständig angeordneten, gestielten Laubblätter sind bis zu 30 Zentimeter oder mehr lang und unpaarig gefiedert. Sie erscheinen büschelig an den Zweigenden. Die schlank gestielten, meist ganzrandigen bis (bei jungen Blättern) (teils spitzig) gezähnten, gesägten, eiförmigen oder verkehrt-eiförmigen bis rundlichen, elliptischen und spitzen, bespitzten bis zugespitzten oder geschwänzten Fiederblätter sind kahl und unterseits heller und mit einer bläulichen Wachsschicht versehen. Die Blättchen sind etwa 4–8 Zentimeter lang. Nebenblätter fehlen.

### Generative Merkmale
Sclerocarya birrea ist meistens zweihäusig getrenntgeschlechtig (diözisch). Die kleinen Blüten sind vier- bis fünfzählig mit doppelter Blütenhülle. Die Blüten erscheinen wenn der Baum noch kahl ist, also vor den Blättern.
Weibliche, fast endständige Blütenstände sind 3 bis 5 Zentimeter lang und enthalten nur eine bis vier fast sitzende, weiß-rötliche Blüten. Die Blüten sind von einem Deckblatt unterlegt. Die Blüten- und Kelchblätter sind teils zurückgelegt. Der große, ellipsoide, oft rötlich-weiße Fruchtknoten ist oberständig mit oft seitlichen, zwei bis drei kurzen Griffeln mit kopfiger Narbe, es ist ein Diskus und einige Staminodien vorhanden.
Die kurz gestielten männlichen, meist achselständigen oder fast endständigen und traubigen Blütenstände sind 8 bis 20 Zentimeter lang und sie sind von zwei kleinen Deckblättern unterlegt. Sie enthalten, meist gruppierte und kurz gestielte Blüten mit je vier weißlich-rötlichen, zurückgelegten Blütenhüll- und Kelchblättern. Sie enthalten bis etwa 12 oder mehr Staubblätter und einen fleischigen, gelben bis rötlichen Diskus. Die Blüten sind von einem rötlichen, kleinen Deckblatt unterlegt. Es können in den Blütenständen auch vereinzelt weibliche Blüten vorkommen.
Die kahle, rundliche bis ellipsoide, ledrige Steinfrucht ist zur Reife gelb und etwa 3 bis 4 Zentimeter groß. Das weißliche Mesokarp ist fleischig, saftig und fibrös. Der rundkantige, relativ glatte, bis etwa 2–3 Zentimeter große Steinkern enthält i. d. R. zwei (bis vier) Kammern, in denen sich die länglichen Samen befinden; bei beginnender Keimung bricht der Steinkern am Ende jeder Kammer mit einem Keimdeckelchen (Operculum) auf. Die bis etwa 1,5–2 Zentimeter langen Samen sind ohne Endosperm und mit dicken fleischigen Kotyledonen, die braune Samenschale ist dünn und papierig.
Die Chromosomenzahl beträgt wahrscheinlich 2n = 26, ist aber nur für Sclerocarya birrea subsp. caffra gesichert.

## Systematik
Die Erstveröffentlichung erfolgte 1831 unter dem Namen (Basionym) Spondias birrea durch A.Rich. in Florae Senegambiae Tentamen 1: 152, t. 41. Die Umteilung zu Sclerocarya birrea (A.Rich.) Hochst. in eine neue Gattung, erfolgte 1844 durch Christian Ferdinand Friedrich Hochstetter in der Flora oder allgemeine botanische Zeitung 27 (Bes. Beilage): 1. Synonyme sind Spondias birrea A.Rich. und Poupartia birrea (A.Rich.) Aubrév.
Von Sclerocarya birrea gibt es etwa zwei Unterarten:
- Sclerocarya birrea subsp. birrea: Sie kommt im tropischen Afrika vor von Gambia bis Äthiopien und von Kamerun bis Kenia.[5]
- Sclerocarya birrea subsp. caffra (Sond.) Kokwaro (Syn.: Sclerocarya caffra Sond., Poupartia caffra (Sond.) H.Perrier): Sie kommt im tropischen und im südlichen Afrika vor, dazu in der Demokratischen Republik Kongo, Kenia, Tansania und in Madagaskar.[5]
- Sclerocarya birrea subsp. multifoliolata (Engl.) Kokwaro: Sie kommt in Tansania und Kenia vor.

## Nutzung
Der weibliche Marula-Baum bringt bereits bei minimalen Regenfällen eine beachtliche Ernte mirabellengroßer, goldgelber Früchte hervor, die geerntet bzw. angesichts der Größe der Bäume als Fallobst aufgesammelt werden und zu Amarula-Likör und Amarula-Öl verarbeitet oder auch direkt als Obst verzehrt werden können.
Dabei befindet sich unter einer abziehbaren, relativ dicken Haut eine dünne Schicht Fruchtfleisch, das direkt an dem großen Stein festsitzt. Das Fruchtfleisch hat einen säuerlichen, erfrischenden Geschmack (wobei das „Essen“ eher einem Lutschen entspricht, da das dünne Fruchtfleisch sehr fest an dem Stein sitzt). Die Früchte sind schnell verderblich, da sie sehr schnell in Gärung übergehen. Ihnen wird aphrodisierende Wirkung nachgesagt.
Für das Marula-Frucht-Fest Oshituthi shomagongo der Ovambo im Norden Namibias wird aus dem Saft der Früchte ein vergorenes Getränk vorbereitet.
Der Stein der Marula-Frucht enthält einen essbaren Samen, der regional als Delikatesse gilt und dessen Öl für kosmetische Zwecke verwendet werden kann. Von Schwangeren des Venda-Volkes in Südafrika wird die gemahlene Rinde des Baumes gegessen, in dem Glauben, dadurch das Geschlecht des werdenden Kindes zu beeinflussen.
In der traditionellen Medizin werden Rinde, Wurzeln und Blätter des Marula-Baumes verwendet – so wird beispielsweise ein Sud der Rinde gegen Durchfallerkrankungen eingesetzt, ein alkoholischer Auszug der Rinde als Prophylaxe gegen Malaria verwendet, ein Auszug aus den Blättern zur Behandlung von Verbrennungen und Abszessen verwendet.

## Aus dem Tierleben
Der Marula-Baum wird auch „Elefantenbaum“ genannt, weil die duftenden und häufig schon gärenden Früchte des Baumes gerne von Elefanten gefressen werden. Allerdings halten es Biologen für nahezu unmöglich, dass Elefanten, wie unter anderem im Filmklassiker Die lustige Welt der Tiere dargestellt, durch den Genuss der gärenden Marula-Früchte betrunken werden können. Da der Alkoholgehalt der Früchte nur bei etwa drei Prozent liegt, müssten die Dickhäuter dazu erhebliche Mengen der Früchte zu sich nehmen. Die Forscher glauben deshalb, dass die beobachteten Rauschzustände der Tiere eher von giftigen, in der Baumrinde lebenden Käferpuppen herrühren. Die Tiere würden demnach neben den Früchten auch die Rinde und somit auch diese speziellen Käferpuppen verzehren. Einheimische verwenden diese Käferpuppen traditionellerweise zum Anfertigen giftiger Pfeilspitzen. Nach Ansicht von Forschern sei es wahrscheinlich, dass das Torkeln der Elefanten vornehmlich durch das in den Puppen enthaltene Gift verursacht wird. Dagegen ist im Film zu sehen, dass nicht nur Elefanten, sondern auch Schweine, Affen und andere Tiere sich betrunken verhalten, ohne dabei in die Nähe der Baumrinde zu kommen, da die überreifen Früchte herunterfallen. Der Hauptteil der Gärung der Marula-Frucht findet demnach im Magen der Tiere statt.